# Duguetia odorata
Duguetia odorata là loài thực vật có hoa thuộc họ Na. Loài này được (Diels) J.F.Macbr. mô tả khoa học đầu tiên năm 1929.